# イヤリング

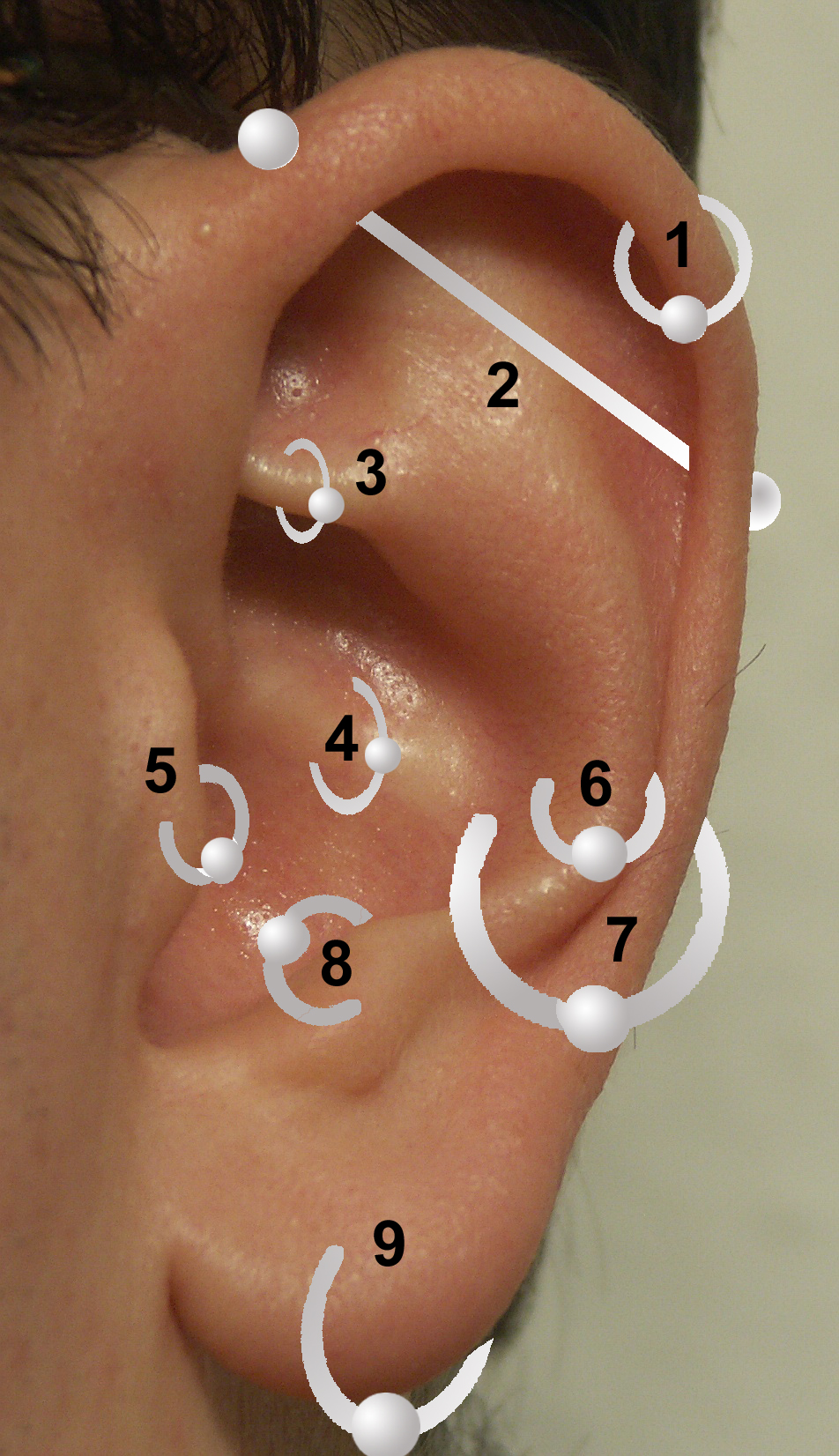
耳飾りの種類。 1) helix/cartilage 2) industrial 3) rook 4) daith 5) tragus 6) snug 7) conch 8) anti-tragus 9) lobe

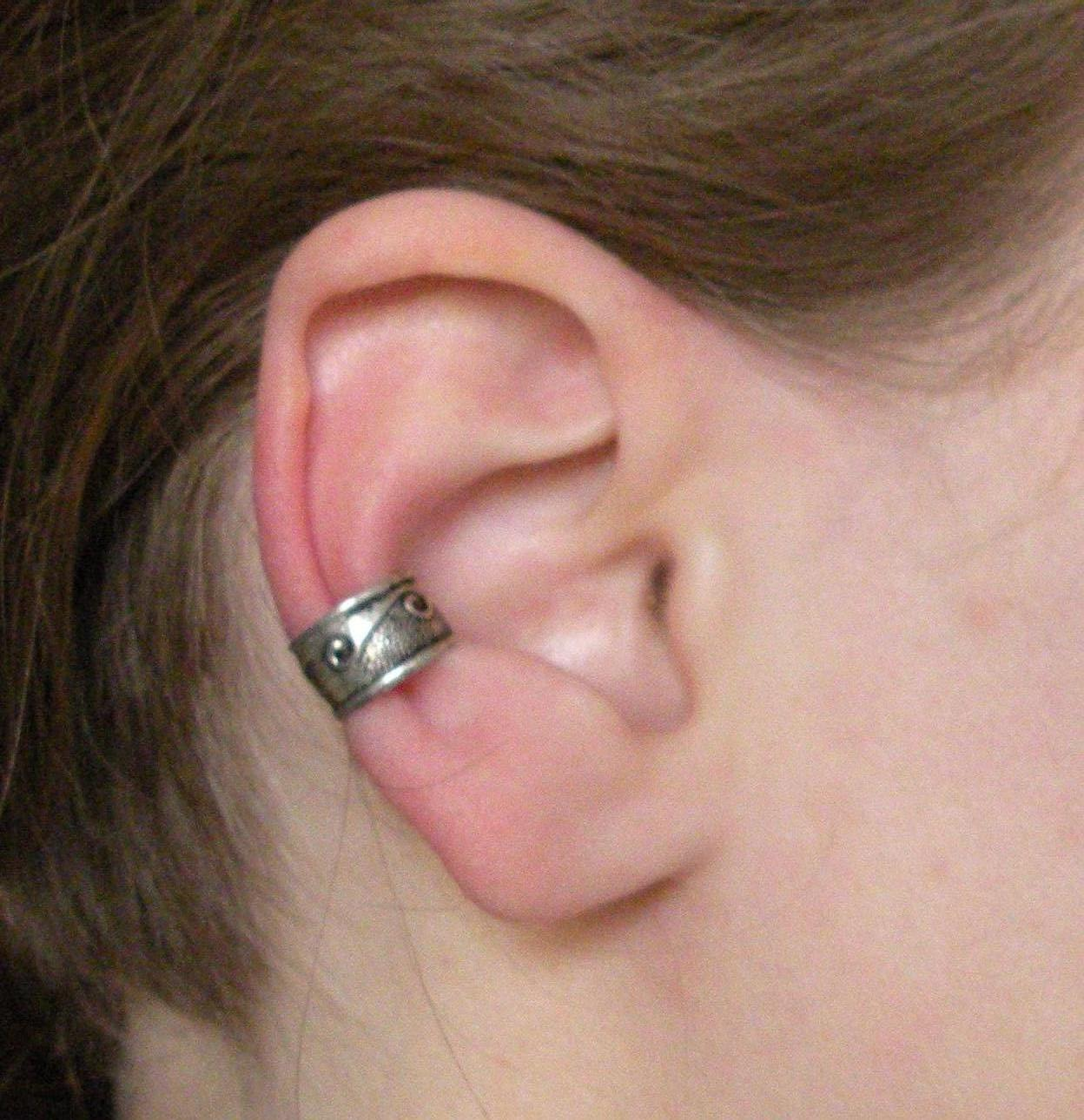
イヤーカフ

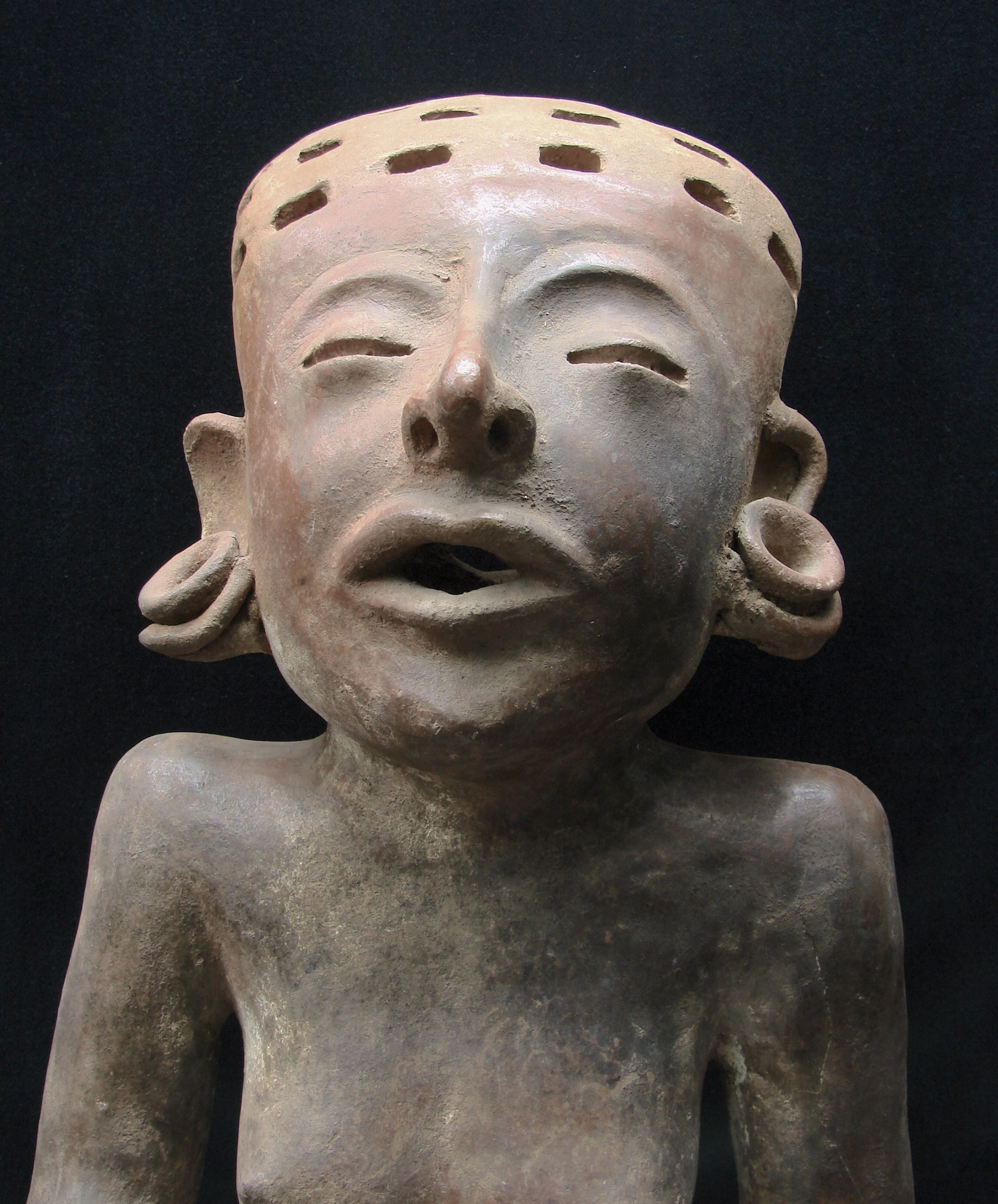
南米のトトナカ族の像。プラグ

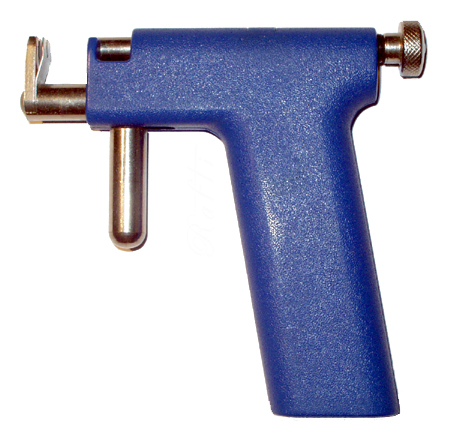
耳に穴をあけるためのピアッサー

イヤリング（英語: earring）または耳飾り（みみかざり）は、外耳につける装身具。『イヤリング』は字義的には『耳輪』であるが、形状を問わず耳に着ける装身具をすべて『イヤリング』という。このうち『穿孔』してとりつけるものは、日本においてはピアスと呼ばれ、穿孔しないものと区別されることが多い（詳しくはピアスを参照）が、本来はどちらもイヤリングである。

## 概要
多くは、耳たぶか外耳の一部に穴を開けて装着される（日本では前述のようにピアスと呼称）が、穿孔せずにクリップや磁石、ねじなどで耳たぶを挟んで固定するものもある（同、イヤリングと呼称）。また耳たぶ以外の耳介に挟むものもある（同、イヤーカフス/イヤーカフと呼称）。
金属製が多いが、ガラス、宝石、ビーズや骨、貝や木など一定の固さを持ったあらゆる素材が使用されている。デザインも様々であり、小さなリング状のものから、肩の近くまで垂れ下がる複雑なデザインのものまである。
重さと形状は、耳たぶとそこに開けた穴が、どれだけの重さに耐えられるかによって決まっている。大きすぎるデザインは行動の妨げになるほか、他の物体との接触により引っ張られ、耳たぶを傷つける恐れがあるので注意が必要である。
ピアスを模したマグネットピアス、ノンホールピアス（ノンホールイヤリング）、イヤーカフがあり、金具が目立ちにくいシンプルなデザイン、穴開けの必要はない代用品もある。

## 文化
多くの文化で身分や美しさの象徴として用いられている。かつては、奴隷身分を示すため、耳から外すことのできないタイプのものが用いられていたところもある。最近では、他の人の助けを借りなければ取り外すことのできないほど複雑で巨大なタイプが流行している地域もある。また、一部のフェティシズムでは、錠付きのイヤリングが用いられている。

### 漢
中国の戦国時代末から漢代には、耳璫(じとう)というものがあった。

### ヒンズー教
ヒンドゥー教の生後1歳から5歳までの子供には、イヤリングを飾るための穴を開ける儀式Karnavedhaがある。

### コサック
14から15世紀ごろに現れたロシアのコサック人の男性は、右耳に扶養する家族がいることを示すためにイヤリングをつけた。

### 中世ヨーロッパ
中世イタリアでは、沿岸部ではおしゃれであったが、北イタリアでは奴隷や売春婦が付けるものとされた。また、16世紀ごろの西洋文化圏では、キリスト教文化・奢侈禁止令（おしゃれ、ぜいたく禁止令）・髪を長くのばしたり・フードが流行した等でなじまず、奴隷やユダヤ人女性が付けるものとみなされた。

### 海賊
海賊もイヤリングをつけるが、理由は諸説あり、海難事故で流れ着いた先での埋葬費用、奢侈禁止令への抗議としてつけていたなどがある。

### 日本
日本列島におけるイヤリングの文化は縄文時代前期（約6500年前）には出現しており、「玦状耳飾り」や「耳栓」（じせん）と呼ばれる石製または粘土製イヤリングが当時期の遺跡から出土している。弥生時代になるとイヤリング文化は衰退し、古墳時代中期前半（5世紀半ば）頃まで見られなくなるが、中期後半以降には朝鮮半島からの渡来系文化・技術として金属製装身具とその製法（金鍍金など）が流入し、再びイヤリングが出現した。古墳時代後期から飛鳥時代（6世紀～7世紀）にかけては「耳環」と呼ばれる金属製イヤリングが製作され、横穴墓などから出土するほか、埴輪の表現にもみられるようになった。しかしその後は律令制導入に伴う唐風文化の波及などにより衰退していったと考えられており、以後日本では明治時代に至るまでイヤリング文化は一般的でなくなった。

### アイヌ
アイヌ文化には男女共にアイヌ語で「ニンカリ」という耳飾りを付ける習慣があったが、日本国内のアイヌ人男子は、1871年（明治4年）、日本政府から耳飾りを禁止された。

### 軍隊
徴兵制を敷いている近代軍隊制度を有する国では、敵につかまれて引き千切られるような装身具の類は好まれていない事実もある（認識票などは引っかかってもすぐとれる）。

## ピアシング
ピアスを取り付けるために耳に穴を開けることをピアシングと呼ぶ。安価な器具が販売されており、正しく消毒を行えば感染症の危険も少ないのだが、最も安全なのは相応の資格を持つ病院で受けることである。また、長期に渡って装着せずにいると、穴がふさがり再びピアシングをする必要が出て来る。
ピアシング後は、金やチタンなどのアレルギー反応を起こしにくい素材のピアスを身につけ、傷がふさがり、感染症の危険がなくなるまで、装着し続ける必要がある。